# Skafthålsyxa

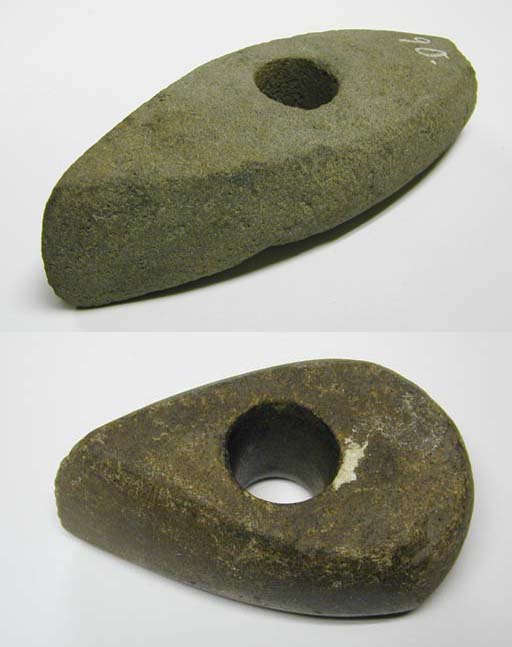
Två enkla skafthålsyxor. Den övre yxan kommer från Prästgården i Friggeråkers socken (Falbygdens museum nr 90.) Den undre yxan saknar känd fyndort.

Enkla skafthålsyxor av sten är jämte trindyxan den vanligaste formen av artefakt från stenåldern. Yxorna har hittats i över tiotusen exemplar över hela Sverige. Yxorna dateras oftast till senneolitikum och äldre bronsålder. Även om vissa yxor kan vara äldre torde de flesta komma från dessa perioder. Yxan har varit en arbetsyxa som har använts för flera uppgifter och den har också kunnat fungera som vapen. Ovanligt stora yxor kan ha haft symbolvärde. De flesta yxorna har registrerats som lösfynd men osäkra fynduppgifter gör att många kan ha varit gravfynd och boplatsfynd. Per Karstens studie visade att drygt 100 av de 1700 skånska yxorna var offerfynd vilket gör det troligt att flera yxor också var offer i andra regioner. Särskilt lite längre yxor hittade i våtmark var troligen ofta offer. Flest skafthålsyxor har hittats i Västergötland, Uppland, Bohuslän och  Skåne. Statistiken är mycket ofullständig och osäker men yxor av denna typ har hittats i hela Sverige. Om det stora antalet yxor motsvarar att befolkningen växt och att nya områden av landet tagits i bruk är inte lika säkert, men troligt. Yxorna är svåra att indela i olika typer och deras inbördes kronologi är osäker. Yxor nedlagda i depåer var oftare långa, oskadade eller ämnen medan yxor deponerade i gravar var kortare än lösfunna yxor. Fragmenterade och skadade yxor var vanligast bland lösfynden.

## Forskningshistoria
Filip Lönnqvist ger i sin uppsats Enkla skafhålsyxor i Norrland under senneolitikum-bronsåldern en forskningshistoria över yxans behandling i den arkeologiska vetenskapen från 1957 och framåt.

### Huggning, lövtäckt och kastyxa
Mårten Stenberger behandlade 1957 ämnet i uppsatsen Den enkla skafthålsyxan. En forskningsuppgift.. Stenberger skriver att den enkla skafthålsyxan var den vanligaste av stenyxorna norr om Skåne. Yxorna har studerats för lite inom den arkeologiska forskningen, och han menar att typens stora antal och enkla form har varit orsaken till detta uteblivna studium. Stenberger daterar yxorna till senneolitikum-bronsåldern. Han framför att trots att yxorna har hittats i hällkistor och flatmarksgravar är de inga typiska och säkra gravfynd. Stenberger menar att yxorna kan vara kvarlevor av ett herdefolk. Yxorna förekommer främst på lerjordar, som inte utnyttjades för jordbruk under denna tidiga tid. Man brukade  skogen för skogsbete och vattnet i åar och sjöar för sin försörjning. Yxor med mycket små skafthål har enligt Stenberger inte använts som kilar för att klyva grövre trädstammar. Yxorna har inte använts för husbyggen. Variationen i storlek kan vara ett medvetet val där olika stora yxorna tillverkats för olika uppgifter. Yxorna med normalstora skafthål kan ha använts som vapen men han tror mest att de var för huggning. Om befolkningen bedrev boskapsskötsel kan yxorna varit arbetsredskap vid lövtäkt. De mindre yxorna med litet skafthål ser han som kastyxor som använts vid jakt. Det kan förklara varför många helt oskadade yxor blivit liggande på marken. De har inte återfunnits efter jakten.

### Hyenstrands försök visar att yxorna var arbetsyxor
Åke Hyenstrand menar i Den enkla skafthålsyxan som arbetsredskap att yxorna var arbetsredskap. Det framgår av de många uppslipningar, omborrningar och skador som förekommer på de hittade yxorna. Det är vanligt att yxorna har stötmärken på nacken. Det stora antalet yxor och deras utformning visar att de har använts i arbeten inom en viss ekonomisk aktivitet i näringen. Tidigare forskningsförslag av olika funktioner som plogbill, kil, grovröjning och lövkniv avvisar Hyenstrand och argumenterar emot dessa förslag. Plogbillar är otänkbart då yxornas vassa eggar inte har repor eller stötskador. Hyenstrand provade att använda två enkla skafthålsyxor som lövknivar och drog slutsatsen att de ej var lämpliga för det. Användning som kilar fann Hyenstrand mindre troligt eftersom direkt huggning av mindre stammar för uppklyvning var enklare än att använda yxorna som kil.
Hyenstrand utförde experiment med tre olika enkla skafthålsyxor för trähuggningsarbete. En van timmerman med huggteknisk expertis stod för huggningen. Första försöket gjordes med yxa i svartgrå bergart: 13,7 cm lång, 6,2 cm bredd, 5,4 cm tjock. Skafthålet hade 2,1 centimeters diameter och eggens bredd var 4,9 cm. Eggen hade före försöket slipats på en vanlig slipsten. Yxans skaft var av sälg och 55 cm långt och max 3,5 cm brett. Timmermannen fällde en al med 10 cm diameter utan svårigheter. Han fällde en 16 cm tjock stam på 15 minuter genom enkel huggteknik. Stammen som var 16 cm kunde lätt klyvas med yxan. Efter användning var yxan skarp och eggen blev skarpare under användningen. Försök att knäcka yxan vid skafthålet misslyckades.
Andra försöket utfördes med en grönstensyxa: 12,8 cm lång, 6,7 cm bred vid skafthålet och med en egg som var 5,5 cm bred. Skafthålet var koniskt och 2,3-3 cm i diameter. Skaftet var av björk och 45 cm långt och max 4,5 cm tjockt. En 15 cm grov björk fälldes på 17-18 minuter. Yxan slipades före försöket och behöll sin skärpa. Yxan klöv sedan stammen utan kilar.
I tredje försöket användes en yxa bestående av grovkornigare bergart: 20 cm lång, 6,4 cm bred, 4,4 cm tjock vars skafthål var 2,4 cm i diameter. Skaftet gjordes av björk och var 45 cm långt och 4 cm tjockt. Yxan användes denna gång för ett tapphål av storleken 15 x 12 cm vid mynningen och 10 x 10 cm vid botten i en 25 cm grov stock av björk. Detta tog längre tid, omkring 45 minuter. Ett liknande arbete med grövre och kortare yxa försvårade arbetet. Försöken visade att enkla skafthålsyxor var bra arbetsredskap för trädhuggning och de var lätthanterliga. Yxorna behöll sin vassa egg under användning och gav intryck av att vara självslipande. Skafthålens storlek förhindrade att handtaget sprack vid huggning. Yxorna var stabila, och att skaftet vred sig kunde förhindras genom att träskaftet fick svälla i vatten före användning. Yxorna gick inte lätt sönder vid skafthålet.

### Yxor av två typer: rundade och yxor med fyrsidigt tvärsnitt och rak tvär nacke
Ann Segerbergs uppsats, Den enkla skafthålsyxan av sten. Fyndförhållanden och dateringar, daterar yxorna till senneolitikum och äldre bronsåldern. I förbigående nämner hon att det har föreslagits dateringar till före senneolitikum. Datering grundar hon på gravfynden av enkla skafthålsyxor i hällkistor. Hällkistorna innehåller ofta flera begravda individer. Yxorna i gravar har inte kunnat ordnas i tidsserier men de ligger oftast på bottnen av kistan. Hällkistor betraktas som så kallade hopade fynd (fynd som bildas genom ackumulation av artefakter under en kortare eller längre tid och samtidigt äger någon form av gemensam rumslig ram”.
Av 11 studerade skafthålsyxor som hittas i hällkistor visar hon att de flesta använts under längre tid. Yxorna var starkt nedslipade och omhuggna. Hon refererar tidigare forskning som anför att yxorna kan delas in i två huvudgrupper. En grupp består av yxor med rundade nackar och rundade tvärsnitt och de yxorna dateras till senneolitikum. Den andra gruppen var yxor med tvära nackar och fyrsidiga tvärsnitt som har dateras till äldre bronsåldern. Den första gruppen förekommer främst i hällkistor och den andra gruppen liknar de massiva bronsyxor som förekommer under äldre bronsåldern. Denna indelning av yxorna kommer från studier av skafthålsyxor hittade i Danmark och Finland. Segerberg varnar för att de danska och finska yxorna kan vara missledande. Yxorna som hittats i Sverige är många gånger fler i antal, och det är inte säkert att de dansk/finska yxorna är representativa. Hon ger som exempel Närke, Skåne och Gotland där endast 30 av cirka 650 yxor kunde typbestämmas till den andra gruppen, som alltså här var mycket mindre. Detta visas också av yxorna i Norrland. Av hennes 240 norrländska skafthålsyxor kunde endast 140 typbestämmas. Orsaken var att många var fragmentariska eller så var typbestämning svår av andra anledningar. Bara 2 yxor av de 140 tillhörde andra gruppen. Segerberg drog slutsatsen att de norrländska yxorna tillhör en mer specialiserad typ som inte riktigt passar i någon av grupperna, men de bildar ingen egen huvudtyp.
Segerbergs egen forskning om gravfynd ger resultatet att bara ett fåtal enkla skafthålsyxor liknar de massiva bronsyxorna så mycket att ett direkt samband är troligt. Segerberg anser att yxorna har använts för olika ändamål. De flesta av de enkla skafthålsyxorna har varit arbetsredskap, vilket inte de dyrbara bronsyxorna varit i samma grad. Segerberg återger också statistik över fynden av skafthålsyxor funna i Sverige. (Se tabell nedan). Hennes statistik var mycket ofullständig och uppgifterna är mycket osäkra och kommer från föråldrade källor.

### Små och symboliska yxor i Västergötlands hällkistor
Eva Weilers avhandling Innovationsmiljöer i bronsålderns samhälle och idévärld: kring ny teknologi och begravningsritual i Västergötland. Weiler menar att de enkla skafthålsyxorna i Västergötland kan dateras till senneolitikum-bronsåldern. I Västergötland har hittats mycket små yxor i vissa hällkistor (Weiler 1994:s 42). Weiler menar att enkla skafthålsyxor under senneolitikum ersätter de stora arbetsyxorna av flinta. Yxornas har varit verktyg för huggning av relativt kraftiga träd. Yxornas nacke har ofta bruksspår, vilket gör det troligt att mindre yxor kan haft funktion som både slägga och eggredskap. De kan ha använts som en skaftad kil. Flintyxan ersattes på grund av ökad efterfråga av bergartsyxor, eller så minskade möjligen tillgången till flinta. Borrtappar av sten från yxorna har hittats i hällkistor och i en hällkista hittades två stycken, vilket tyder på att det inte var en slump. 15 fynd av skafthålsyxor i 13 hällkistor i Västergötland var så små, att de saknat praktisk funktion och lagts i graven av symboliska skäl. En yxa var tillverkad av röd kalksten och den har tillverkats av ceremoniella skäl eftersom den var obrukbar praktiskt. Alla yxor i gravarna utom två var kortare än 10 cm. Flera yxor hade rester av skafthål i nackpartiet och har alltså omslipats med nya skafthål. Miniatyr-yxor kan tillhöra barngravar enligt Weiler.

### Dateringar, typindelningar och statistik
Louise Lindströms uppsats Den avväpnade yxan - En tolkning av den enkla skafthålsyxan. daterar enkla skafthålsyxor genom fynden i hällkistor. Dateringen av yxorna grundas i fyndsammanhanget med andra artefakter som är daterbara och ibland från själva gravtypen. Gravfynden anger att yxorna tillhör senneolitikum. De förekommer även i tidiga bronsåldersgravar och dateras också till äldre bronsåldern. Förslag att de kan dateras både till en tid före senneolitikum och till större delar av bronsåldern  finns. Lindström skriver att det finns 11 yxor som har hittats på gropkeramiska boplatser, vilket skulle göra en datering till mellanneolitikum-B trolig. Datering av boplatser som kan vara hopade fynd från olika tider är dock osäker. Lindström anger också fynd på Gotland vid mesolitiska boplatser men hon resonerar inte kring dessa fynd.
Lösfynden har ofta hittats i dalgångar nära vatten och slättmarker (jämför Stenbergers lerjordar). Områdena ligger norr och söder om Mälaren och är fattiga på hällkistor. Lösfynden har man försökt förklara som oupptäckta gravar som förstörts av plöjning under modern tid. Skafthålsyxorna förekommer i många gravtyper: dösar, gånggrifter, rösen, flatmarksgravar och hällkistor, varav hällkistor är vanligast. I dösar och gånggrifter förekommer efterbegravningar från senneolitikum, vilket kan förklara dessa fynd. Boplatsfynden har varit i omrört kulturlager så yxorna har hittats utan kontext, och betraktas därför som likvärdiga med lösfynd.
Lindström anger att i depåer förekommer yxorna som ensamma artefakter utan andra typer. Enkla skafthålsyxor saknar en enhetlig definition. I forskningshistorien har flera försök till en enhetlig typologisk beskrivning gjorts men oenigheten har fortsatt bland forskarna. Åke Hyenstrands indelning av yxorna delade upp dem i två typer: den första långsmal, skarp i formen och med skafthålet placerat högt upp, den andra var kortare med tjock form, med rundad nacke och mer oskarpt utformad. Stålblom delade in gotländska yxor i grupper efter en indelning skapad av norrmannen Einar Østmo. Det var tre typer definierade efter morfologiska drag. Lindström uppger att Lars Blomqvist delade in yxorna i fem grupper men hon skriver inget om grunden för Blomqvists uppdelning. Enkla skafthålsyxor liknar stridsyxan i sin form men är enklare morfologiskt och saknar skaftholk. Yxorna blev oftare omslipade och försågs med nya skafthål för att kunna återanvändas då de brutits av vid skafthålet. Detta tyder på att de var praktiska redskap. Yxans funktion är osäker men yxorna har fungerat som ett mångfunktionell redskap. De har ersatt de tidigare flintyxornas praktiska funktion. Yxorna förekommer också i jätteformat och har då haft mera symbolisk funktion likt stridsyxan. Lindström anför Blomqvist tabell med 12 847 yxor från olika landskap (se nedan). Antalet yxor ökar betydligt om man sammanför dessa data och trots det saknas flera landskap i statistiken. De högsta värdena ger över 14 000 funna yxor.
| | Ann Segerberg  | Håkan Blomqvist  | Håkan Blomqvist | Håkan Blomqvist                                    |
| --- | -------------- | ---------------- | --------------- | -------------------------------------------------- |
| Fyndkategorier | Fyndkategorier | Saknas           | Saknas          | Saknas                                             |
| Lösfynd | 8 950          | Saknas           | Saknas          | Saknas                                             |
| Boplatser,gravar, depåer | 150            | Saknas           | Saknas          | Saknas                                             |
| Fördelningen mellan fyndkategorier är mycket osäker då lösfynd ofta har dåliga fynduppgifter och kan vara från gravar, depåer och boplatser utan att det framgår. |                |                  |                 |                                                    |
| Landskap | Antal yxor     | Landskap         | Antal yxor      | Summa högsta angivna hos Segerberg eller Blomqvist |
| 1. Västergötland | 3 000          | 1. Västergötland | 3 375           | 3 375                                              |
| 2. Uppland | cirka 2000     | 3. Uppland       | 1 346           | 2000                                               |
| 3. Kalmar | 742            | Kalmar           | 742             | 742                                                |
| 4. Närke | 702            | Närke            | 720             | 720                                                |
| 5. Östergötland | 535            | Östergötland     | 535             | 535                                                |
| 6. Värmland | 453            | Värmland         | 429             | 453                                                |
| 7. Västmanland | 388            | Västmanland      | 388             | 388                                                |
| 8. Skåne | 275            | 2. Skåne         | 1 792           | 1 792                                              |
| 9. Östra Södermanland | 250            | Saknas           |                 | 250                                                |
| 10. Blekinge | 248            | Blekinge         | 248             | 248                                                |
| 11. Norrland | 240            | Se Gästrikland   |                 | 240                                                |
| 12. Gotland | 120            | Gotland          | 263             | 263                                                |
| 13. Dalarna | cirka 80       | Dalarna          | 35              | 80                                                 |
| 14. Jönköping (ej län) | cirka 50       | Saknas           |                 | 50                                                 |
| Saknas | Saknas         | Bohuslän         | 1033            | 1 033                                              |
| Saknas | Saknas         | Halland          | 543             | 543                                                |
| Saknas | Saknas         | Dalsland         | 1383            | 1 383                                              |
| Saknas | Saknas         | Gästrikland      | 15              | 0 (ingår i Norrland)                               |
| Total i hela Sverige | 9 100          | Sverige          | 12 847          | 14 096                                             |
| Källa:Segerberg 1978 sid 166 |                |                  |                 |                                                    |

Tabell: Antal enkla skafthålsyxor funna inom angiven landsdel/region enligt Segerberg och Blomqvist. Tabellen gäller museiförvarade yxor och utöver detta finns ett troligen mycket stort antal yxor i privat ägo som inte är kända av forskningen. Segerbergs tolkning i fyndkategorier är mycket osäker.

### Jämförelser mellan gravfynd, offer och lösfynd
Per Lekberg har i två uppsatser och en avhandling behandlat yxorna. Uppsatsen Senneolitiska skafthålsyxor i depå- och offersammanhang.  I ett försök att sätta in yxorna i sitt sammanhang valde Lekberg att undersöka om yxorna hade likheter eller skillnader då de hittades i gravar eller depåfynd (offerfynd). Lekberg hade i tidigare artiklar kunnat visa att yxor funna i gravar hade gemensamma särdrag som skiljer dem från lösfynden. I denna andra artikel kontrollerades den tidigare studien för att kontrollera om de uppländska yxorna var representativa för mer än sin egen region. Som jämförelse använder Lekberg sig i denna studie av yxor från Uppland och Södermanland/Närke. Deras längd, fragmentering och bevarandestatus jämfördes. Längden av lösfunna yxor i Uppland stämde väl med fynden från Södermanland/Närke. Fragmentering och vittring skiljer de uppländska från dem i Södermanland/Närke. Lekberg drog slutsatsen att yxorna har regionala skillnader. Analys av enkla skafthålsyxor bör ta hänsyn vilken geografiska region de kommer från.
De gravfunna yxorna har bara hittats i ett litet antal i södra- och mellersta Sverige. De ska jämföras antingen med alla gravfunna yxor eller slumpmässiga urval av lösfunna yxor från samma region. Lekberg definierade depåfynd utifrån Per Karsten: Ett depåfynd/samlings-offer är två eller flera kronologiskt samstämmiga föremål som hittats tillsammans, eller inom ett mindre område, i en dåvarande våtmark. Ett enkel-fynd/enkel-offer är ett enstaka föremål påträffat i dåvarande våtmark. Längd, fragmentering och vittring användes för jämförelseanalysen av depå-/offerfynd med grav- och lösfynd. Lekberg valde att använda 104 skånska enkla skafthålsyxor i Per Karstens arbete som härstammar ur depå-/offersammanhang med denna definition. Av de 104 yxorna uppfyllde 53 fyra krav. 1. Yxorna ska ha varit fysiskt tillgängliga för Karsten samt andra forskare. 2. Yxornas morfologi ska anges; dels måttuppgifter angående längd, bredd och tjocklek, dels typ-/identifikationsuppgifter för att undvika andra typer av skafthålsyxor. 3. Föremålet ska vara en enkel skafthålsyxa eller av Hagebyhögatyp eftersom skillnaden mellan typerna är diffus. 4. Föremålet ska ha goda fynduppgifter identifieras som sjö, källa, bäck, å, eller visa att föremålet kommer från ett slutet fynd.
Lekberg valde vid undersökningen av yxornas längd att bara ta med hela yxor. Med en hel yxa menas här en yxa vars längd inte är skadad, eller blivit omarbetat från en eggdel och inte fragmenterad. Av de skånska yxorna var 49 är “hela” liksom  33 yxor från gravar. Lekbergs resultat var att yxor från depå/offer varierade i längd från 9,7 cm till 30 (medelvärde på 17,9 cm) medan yxorna i gravar varierade mellan 7,8 cm till 16,4 cm (medelvärde på 11,2 cm). Yyxorna från gravar hade lägre medelvärdet än depå-/offeryxorna. De riktigt långa yxorna förekom bara i depå/offer-sammanhang. De allra kortaste yxorna förekom i gravar men saknas helt i depå/offer. 20 % (10 av 49 yxor) i depå-/offer var inte färdiga utan bestod av ämnen. Ämnen saknas helt bland gravfynden. De uppländska lösfynden hade bara 3 % ämnen, endast 27 yxor.
Lekberg sammanfattat med slutsatsen att nedläggandet av skadade/fragmenterade yxor i gravar har varit ett medvetet val. Detta visas av den procentuella fördelningen av skadade/fragmenterade yxor som förekommer i gravar. Skadade/fragmenterade yxor var nio (16 %) av de 53 yxorna från depå-/offer, medan skånska gravar hade 40 % och bland de uppländska lösfynden ökar andelen till 58 %. Andel skadade/fragmenterade lösfunna yxor i Södermanland/Närke var 40 %. Lösfynd innehåller alltså fler fragmenterade yxor vilket är naturligt då dessa har kasserats och lämnats på platsen. Yxor i gravar tillverkade av eggdelar av brustna yxor uppgick till 13 % vilket var dubbelt jämfört med depå-/offer som gav bara (6%). Uppländska lösfynd hade 4 % eggdelar och södermanländska/närkiska lösfynden 6 %. Yxor i depå-/offer var oftare hela och oskadade.
Per Lekberg fortsatte sina forskningar med Den enkla skafthålsyxan i Sverige - en ful ankunge i fyndlådan. Lekberg daterar fortsatt yxorna till senneolitikum - äldre bronsålder. De förekommer i depåer, gravar, på boplatser och som lösfynd. Han anger att de är koncentrerade till Mellansverige där över 7000 av dem hittats. Påståendet stämmer bara om Västergötland räknas till Mellansverige. Lekberg avvisar den tidigare forskningen som ville skapa en typologisk indelning av yxorna, vilket vill studera yxornas nyproduktion i skilda, kronologiskt åtskilda traditioner. Typologiska indelningar har ett begränsat värde för att förstå det senneolitiska samhället. Lekberg hävdar att yxornas morfologiska skillnaderna inte är uttryck för kronologi utan de avspeglar: 1. Olika förutsättningar, råvaror och lokala teknologisk traditioner. 2. Skilda stadier i yxans användning (yxornas enskilda mikro-kronologi). 3. Urval av föremål som getts olika utformning till olika ändamål/depositionsalternativ.
Resultatet av denna Lekbergs andra artikel liknade resultatet av hans första artikel. Lekberg använde Ann Segerbergs katalog Användbara gravfynd med enkla skafthålsyxor. Katalogen innehåller 55 yxor från hela Sverige. Lekberg använde sin egen katalog med 923 lösfunna enkla skafthålsyxor från Uppland som jämförelse. Yxornas längd jämfördes med samma definition av "hela” yxor. 33 (60 %) av Segerbergs 55 yxor uppfyllde kriterierna som hela och deras längd varierade från 7,8 cm till 16,4 cm (medelvärde 11,2 cm). Bara 358 (39 %) av Lekbergs uppländska yxor vara “hela” enligt definitionen med länder från  7,1 cm till 29,1 cm (medelvärde på 13,1 cm). Endast fyra av de 33 yxorna i gravarna översteg de lösfunnas medelvärde.
Lekberg framför olika hypoteser för att förklara varför korta hela yxor oftare förekommer i gravar. Kortheten kan haft symboliskt värde. I så fall har yxorna omarbetats före nedläggandet i gravar eller nytillverkats för detta ändamål. En annan förklaring han ger är att dessa korta yxor levt sitt liv och kan avvaras. En tredje hypotes av Lekberg är att den nedlagda yxan är den begravdas personliga arbetsyxa. Att yxan varit den gravlagdes personliga yxa som tjänat ut skulle ge ett stort symboliskt värde. Lekberg anser att hypotesen har svårigheter eftersom att i hällkistor med många individer har få individer fått med sig sina yxor. Lösfunna yxor i Uppland var skadade/fragmenterade i 58 % med bara 40 % (22 av 55) av yxorna från gravarna var skadade/fragmenterade.